# Helius rectispina
Helius rectispina är en tvåvingeart som beskrevs av Alexander 1947. Helius rectispina ingår i släktet Helius och familjen småharkrankar.
Artens utbredningsområde är Venezuela. Inga underarter finns listade i Catalogue of Life.